# آيت الطالب براهيم (آيت وافقا)
آيت الطالب براهيم هو دُوَّار يقع بجماعة آيت أوفقا، إقليم تيزنيت، جهة سوس ماسة في المملكة المغربية. ينتمي الدوّار لمشيخة آيت وافقا التي تضم 14 دوار. يقدر عدد سكانه بـ 200 نسمة حسب الإحصاء الرسمي للسكان والسكنى لسنة 2004.

## وصلات خارجية
- البوابة الوطنية للجماعات الترابية
- المندوبية السامية للتخطيط